# Corporación Kalashnikov
La firma Corporación Kaláshnikov (del ruso: Калашников Концерн), Kaláshninkov Contsérn), anteriormente denominada Izhmash (en ruso: ИЖМАШ o bien Fábrica de construcción de maquinaria de Izhevsk (del ruso: Ижевский машиностроительный завод) es una empresa fabricante principalmente de armas, localizada en Izhevsk (Rusia), fundada en 1807 por el decreto del zar Alejandro I de Rusia y es ahora una de las más grandes industrias en su campo. Es fabricante del famoso fusil de asalto AK-47 y también tiene otros productos como: misiles, cañones, municiones de artillería dirigidas, coches y motocicletas.
En agosto de 2013, Izhmash y la Fábrica de construcción de maquinaria de Izhevsk se fusionaron y de la fusión surge Corporación Kaláshnikov.
Para 2022, Aleksandr Nazárov encabeza la junta directiva de la empresa.

## Productos

### Fusiles
Sus productos están actualmente en uso en una gran variedad de países bien establecidos como el Reino Unido, Alemania y Francia, así como en países en desarrollo de Asia, África y Latinoamérica.
Se producen los fusiles de tiro deportivo 7-3, 7-3A femenil/juvenil y el 7-4, 7-4A varonil del biatlón que se han usado en Estados Unidos y Europa.

### Armamento

#### Armas ligeras

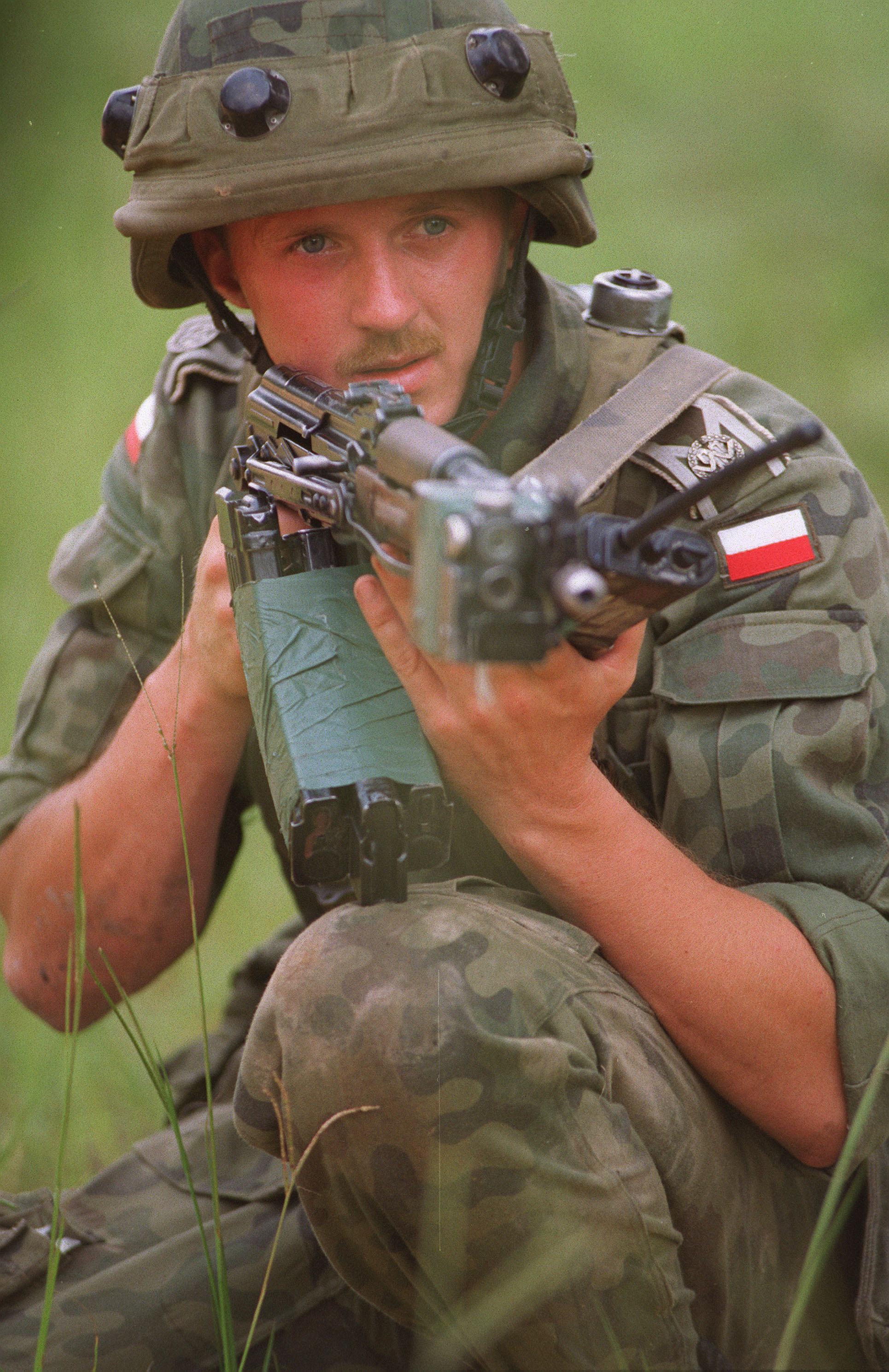
Soldado de Polonia usando un AKM con una adaptación de 3 cargadores para recargar rápidamente

- AK-47, AKM, AK-74, AK-74M AN-94, AK-101, AK-103, AK-107, AK-12 - fusiles de asalto
- Saiga-12 - escopeta semiautomática
- Dragunov SVD - fusil de francotirador
- PP-19 Bizon, PP- 9 Vityaz - subfusil
- Mosin-Nagant - Fusiles y carabinas de cerrojo (la mayoría de estos fueron producidos por Izhmash)
- SVT-40 - fusil semiautomático
- Makarov PM, PL-15 - pistola semiautomática
- MP-446 Viking - pistola semiautomática
- Yunker 2-5 - Modelos de carabinas y fusiles de aire comprimido en calibres 4,5 mm y 6 mm para uso deportivo y de entrenamiento, de aspecto similar a la serie de fusiles de asalto Kaláshnikov

#### Cañones y municiones
- Cañón automático GSh-30-1, calibre 30 mm
- Obús guiado Krasnopol (solo piezas)

### Otros productos
- Torno de precisión IT-42
- Medidores de gas
- Estaciones de reparación para armas ligeras